# Bahita
Bahita är ett släkte av insekter. Bahita ingår i familjen dvärgstritar.

## Dottertaxa tillBahita, i alfabetisk ordning[1]
- Bahita aguasina
- Bahita alvarengai
- Bahita amapana
- Bahita amoena
- Bahita antonina
- Bahita bicrura
- Bahita capixaba
- Bahita caracana
- Bahita curtula
- Bahita denticulata
- Bahita femorata
- Bahita fenica
- Bahita fratercula
- Bahita furcifer
- Bahita infuscatus
- Bahita inornata
- Bahita interjecta
- Bahita joseana
- Bahita laticeps
- Bahita lobata
- Bahita manqueirana
- Bahita maracana
- Bahita mimica
- Bahita mineira
- Bahita ourensis
- Bahita palliditarsis
- Bahita sinopia
- Bahita spatulata
- Bahita spiralis
- Bahita truncata
- Bahita variabilis
- Bahita vilhena